# 陶林县 (中华民国)
陶林县，中国旧县名。
1912年由陶林厅改置，治所在康堡（科布尔，今内蒙古自治区察哈尔右翼中旗驻地科布尔镇）。原属山西省，1913年改属绥远特别区。1914年隶察哈尔特别区。1928年划归绥远省。1945年8月，中共晋绥军区部队攻占陶林县。1949年起，属集宁专区。1954年撤销，并入察哈尔右翼中旗、察哈尔右翼后旗。 